# Islandské oběhové mince
Islandské oběhové mince se poprvé začaly razit v roce 1926. V průběhu let se vzor mincí měnil celkem dvakrát: poprvé po získání nezávislosti na Dánsku v roce 1944 a podruhé po měnové reformě a denominaci v roce 1981. Poslední mince o hodnotě menší než 1 koruna byli vyraženy v roce 1981 a 1986, avšak v roce 2003 byli tyto mince staženy z oběhu a tak jsou v současnosti platné jen mince s hodnotou 1 koruna a výše.

## První koruna, 1874–1981

### Islandské království

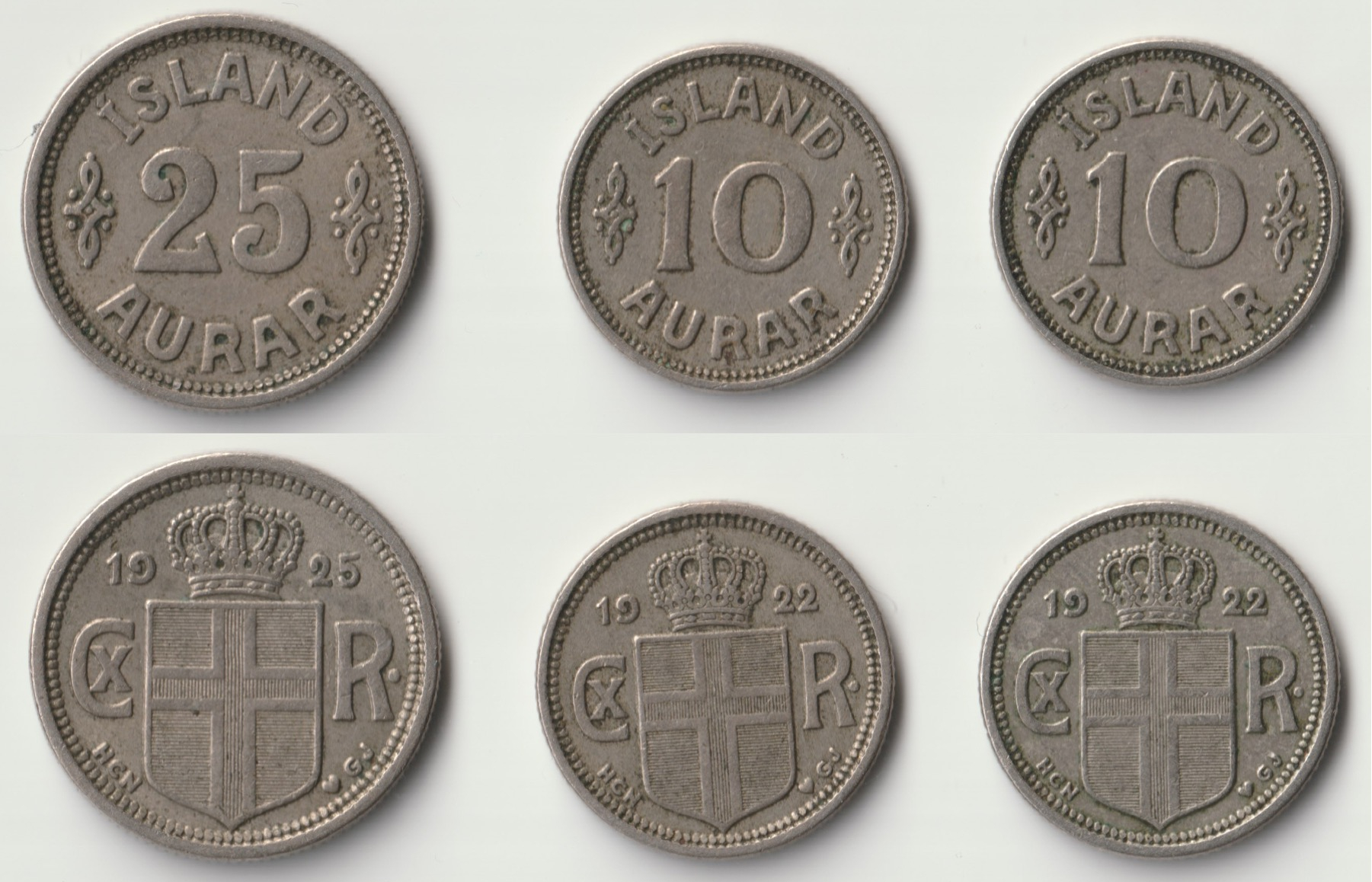
Mince v hodnotě 10 a 25 aurar z roku 1922

Poté, co vzniklo v roce 1918 formálně nezávislé Islandské království, které však nadále zůstávalo v personální unii s Dánským královstvím, parlament v březnu 1922 rozhodl o zavedení islandských mincí. Na základě prozatímního zákona č. 45/1922 byly vydány mědiniklové mince o nominálních hodnotách 10 a 25 aurar. Na líci je monogram monarchy Kristiána X. („CX R·“). Na reversu v horní části je uveden název země („ÍSLAND“), dále je mezi dvě ozdobnými prvky je uvedena nominální hodnota a pod ní je napsáno „AURAR“.
V roce 1925 byly vyraženy brnzové mince o hodnotě 1 króna a 2 krónur. O rok později se do oběhu dostaly mince o hodnotě 1 eyrar, 2 aurar a 5 aurar, které byly také z bronzu. Revers byl shodný s mincemi, které byly do té doby v oběhu, avšak na aversu byl vyobrazen královský monogram („CX“) a vedle toho nápis „ÍSLANDS KONUNGUR“ (Islandské království).
V roce 1942 byly provedeny změny, na základě kterých bylo změněno složení mincí o hodnotě 10 a 25 aurar; ty byly na rozdíl od dosavadní slitiny mědi a niklu vyráběny jen ze zinku.
Všechny mince vyrobené do roku 1940 byly raženy v Den Kgl. Mønt, královské mincovně v Kodani (znak mincovny ♥). Poté, co bylo Dánsko obsazeno Třetí říší, byla výroba mincí přenesena do britské královské mincovny v Londýně a Birminghamu.
| Hodnota  | Emise | Materiál        | Průměr [mm] | Hmotnost [g]     | Hrana       | Roky ražby                                     |
| -------- | ----- | --------------- | ----------- | ---------------- | ----------- | ---------------------------------------------- |
| 1 eyrir  | 1926  | bronz           | 15          | 1,5 (1,6)        | hladká      | 1926, 1931, 1937, 1938, 1939, 1940, 1942       |
| 2 aurar  | 1926  | bronz           | 19          | 3                | hladká      | 1926, 1931, 1938, 1940, 1942                   |
| 5 aurar  | 1926  | bronz           | 24          | 6                | hladká      | 1926, 1931, 1940, 1942                         |
| 10 aurar | 1922  | mědinikl        | 15          | 1,5              | vroubkovaná | 1922, 1923, 1925, 1929, 1933, 1936, 1939, 1940 |
| 10 aurar | 1942  | zinek           | 15          | 1,3 (1,5)        | vroubkovaná | 1942                                           |
| 25 aurar | 1922  | mědinikl        | 17 (16)     | 2,4              | vroubkovaná | 1922, 1923, 1925, 1933, 1937, 1940             |
| 25 aurar | 1942  | zinek           | 17 (16)     | 2,4 (2)          | vroubkovaná | 1942                                           |
| 1 króna  | 1925  | hliníkový bronz | 22,5 (22,3) | 4,74–4,75 (4,75) | vroubkovaná | 1925, 1929, 1940                               |
| 2 krónur | 1925  | hliníkový bronz | 28          | 9,5              | vroubkovaná | 1925, 1929, 1940                               |

### Islandská republika

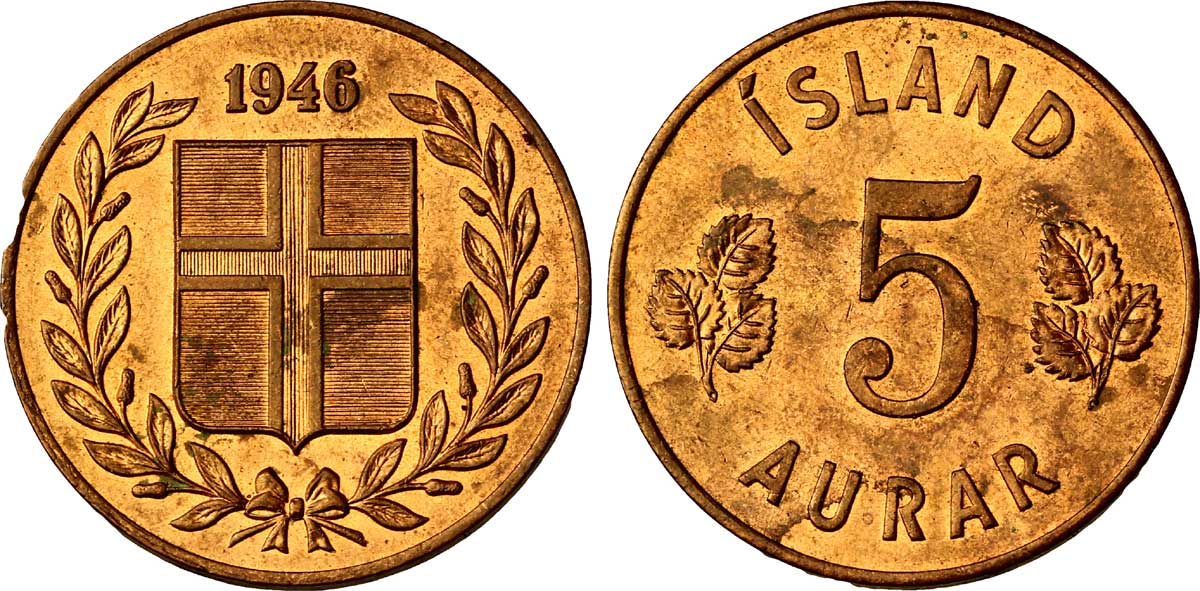
Mince v hodnotě 5 aurar z roku 1946

Po vyhlášení republiky v roce 1944 byl přestaven nový vzor mincí, který už nenesl dánský znak. V roce 1946 byly vyraženy mince podle projektu Stefána Jónssona a Tryggviho Magnússona, kteří zároveň zachovali rozměr předválečných mincí. Na aversu byl umístěn nový státní znak. Ozdobný charakter plnily na reversu mince větvičky (nejspíše břízy pýřité, jediného druhu stromu rostoucího na ostrově). V nové emisi chyběla mince o hodnotě 2 aurar.
V letech 1957–1958 se mince o nominálech 1 króna a 2 krónur začaly razit z nové slitiny: mosazi s jednoprocentní příměsí niklu. Dále byli v letech 1967–1970 vydány mince o čtyřech nových hodnotách: 50 aurar, 5 krónur, 10 krónur 50 krónur (první z nich byla vyrobena ze slitiny mosazi a niklu, zbývající z mědiniklu). Z těchto mincí svým designem vybočovala jen mince o hodnotě 50 krónur. Podle projektu Þröstura Magnússona a Hilmara Sigurðssona byla v kruhu ve středu mince umístěna hodnota mince (50 krónur) a mimo centrální kruh byly nápisy „ÍSLAND“ a „KRÓNUR“, které jsou odděleny motivem. Na druhé straně mince se nachází vizuál budovy parlamentu, Althingu (tato mince je modifikací mince, která byla vydána v roce 1968 u příležitosti 50. výročí získání nezislosti). Od roku 1976 byla mince o hodnotě 1 króna ražena z hliníku.
Mince byly raženy ve Velké Británii v královské mincovně (Royal Mint) a v roce 1946 také v Imperial Chemical Industries.
| Hodnota   | Emise | Materiál        | Průměr [mm] | Hmotnost [g]      | Hrana       | Roky ražby                                                                   |
| --------- | ----- | --------------- | ----------- | ----------------- | ----------- | ---------------------------------------------------------------------------- |
| 1 eyrir   | 1946  | bronz           | 15,1 (15)   | 1,62 (1,6)        | hladká      | 1946, 1953, 1956, 1957, 1958, 1959, 1966                                     |
| 5 aurar   | 1946  | bronz           | 24          | 6,06 (6)          | hladká      | 1946, 1958, 1959, 1960, 1961, 1963, 1965, 1966                               |
| 10 aurar  | 1946  | mědinikl        | 15          | 1,5               | vroubkovaná | 1946, 1953, 1957, 1958, 1959, 1960, 1961, 1962, 1963, 1965, 1966, 1967, 1969 |
| 10 aurar  | 1970  | hliník          | 14,64       | 0,48              | vroubkovaná | 1970, 1971, 1973, 1974                                                       |
| 25 aurar  | 1946  | mědinikl        | 17 (16)     | 2,4               | vroubkovaná | 1946, 1951, 1954, 1957, 1958, 1959, 1960, 1961, 1962, 1963, 1965, 1966, 1967 |
| 50 aurar  | 1969  | niklová mosaz   | 19,04 (19)  | 2,4               | vroubkovaná | 1969, 1970, 1971, 1973, 1974                                                 |
| 1 króna   | 1946  | hliníkový bronz | 22,3 (22,5) | 4,75              | vroubkovaná | 1946                                                                         |
| 1 króna   | 1957  | niklová mosaz   | 22,3        | 4,75              | vroubkovaná | 1957, 1959, 1961, 1962, 1963, 1965, 1966, 1969, 1970, 1971, 1974, 1975       |
| 1 króna   | 1976  | hliník          | 16,01 (17)  | 0,57 (0,61)       | vroubkovaná | 1976, 1977, 1978, 1980                                                       |
| 2 krónur  | 1946  | hliníkový bronz | 28          | 9,5               | vroubkovaná | 1946                                                                         |
| 2 krónur  | 1958  | niklová mosaz   | 28          | 9,5               | vroubkovaná | 1958, 1962, 1963, 1966                                                       |
| 5 krónur  | 1969  | mědinikl        | 20,75       | 4                 | hladká      | 1969, 1970, 1971, 1973, 1974, 1975, 1976, 1977, 1978, 1980                   |
| 10 krónur | 1967  | mědinikl        | 25          | 6,52 (6,5)        | hladká      | 1967, 1969, 1970, 1974, 1973, 1974, 1975, 1976, 1977, 1978, 1980             |
| 50 krónur | 1970  | mědinikl        | 30          | 12,5–12,38 (12,5) | hladká      | 1970, 1971, 1973, 1974, 1975, 1976, 1977, 1978, 1980                         |

## Druhá koruna, od roku 1981
V důsledku měnové reformy uskutečněné 1. ledna 1981 byla islandská koruna po denominaci nahrazena novou. Zároveň byly také staženy z oběhu všechny dosavadní mince a byly nahrazeny novými, které navrhl Þröstur Magnússon. Výrobou nových bronzových, mědiniklových a mosazných mincí byla pověřena londýnská královská mincovna (Royal Mint). Na reversu mince jsou kromě nominálu vyobrazeni zástupci islandské fauny, a to rejnok hladký, krakatice, krevetka severní, treska obecná, delfín obecný, huňáček severní, krab pobřežní, hranáč šedý. Avers mincí se skládá z vnitřního kruhu, nad kterým je umístěn slovní popis hodnoty mince (například „FIMMTÍU AURAR“ nebo „EITT HUNDRAÐ KRÓNUR“), v dolní části zase název země („ÍSLAND“) a rok ražby. V centrální části čtyř mincí o nejnižší hodnotě 5 aurar, 10 aurar, 50 aurar a 1 króna se nacházejí stylizované vizuály čtyřech landvættir, konkrétně orla, býka, draka, a obra. Na mincí o vyšší hodnotě: 5 krónur, 10 krónur, 50 krónur a 100 krónur je centrální pole rozděleno na 4 částí, přičemž nese vyobrazení všech čtyř.
V roce 1986, 1989 a 1996 byly mince s nominální hodnotou 50 aurar, 1 króna, 5 krónur a 10 krónur nahrazeny ocelovými protějšky potaženými příslušným kovem (bronz nebo nikl). V roce 2003 přestaly oficiálně platit všechny mince, jejichž hodnota byla nižší než 1 króna.
| Hodnota    | Emise | Vyřazeno z oběhu | Materiál          | Průměr [mm] | Hmotnost [g] | Hrana         | Roky ražby                                                             |
| ---------- | ----- | ---------------- | ----------------- | ----------- | ------------ | ------------- | ---------------------------------------------------------------------- |
| 5 aurar    | 1981  | 2003             | bronz             | 14,58 (15)  | 1,5          | hladká        | 1981                                                                   |
| 10 aurar   | 1981  | 2003             | bronz             | 16,95 (17)  | 2            | hladká        | 1981                                                                   |
| 50 aurar   | 1981  | 2003             | bronz             | 20 (19,5)   | 3            | hladká        | 1981                                                                   |
| 50 aurar   | 1986  | 2003             | pobronzovaná ocel | 20 (19,5)   | 2,66 (2,65)  | hladká        | 1986                                                                   |
| 1 króna    | 1981  | —                | mědinikl          | 21,5        | 4,5          | vroubkovaná   | 1981, 1984, 1987                                                       |
| 1 króna    | 1989  | —                | poniklovaná ocel  | 21,5        | 4            | vroubkovaná   | 1989, 1991, 1992, 1994, 1996, 1999, 2000, 2003, 2005, 2006, 2007, 2011 |
| 5 krónur   | 1981  | —                | mědinikl          | 24,5        | 6,5          | vroubkovaná   | 1981, 1984, 1987, 1992                                                 |
| 5 krónur   | 1996  | —                | poniklovaná ocel  | 24,5        | 5,6          | vroubkovaná   | 1996, 1999, 2000, 2005, 2006, 2007, 2008                               |
| 10 krónur  | 1984  | —                | mědinikl          | 27,5        | 8            | vroubkovaná   | 1984, 1987, 1994                                                       |
| 10 krónur  | 1996  | —                | poniklovaná ocel  | 27,5        | 7 (6,9)      | vroubkovaná   | 1996, 2000, 2004, 2005, 2006, 2008                                     |
| 50 krónur  | 1987  | —                | niklová mosaz     | 23          | 8,25         | vroubkovaná   | 1987, 1992, 2000, 2001, 2005                                           |
| 100 krónur | 1995  | —                | niklová mosaz     | 25,5        | 8,5          | intermitentní | 1995, 2000, 2001, 2004, 2006, 2007, 2011, 2014                         |